# Связь в Израиле
Связь в Израиле — одна из отраслей израильской экономики, связанная с передачей информации. Регуляцией деятельности всех организаций, работающих в сфере связи, занимается Министерство связи Израиля, в зону ответственности которого входят все аспекты двух больших направлений: израильских средств связи и израильских средств массовой информации. Средства связи включают в себя Интернет, телефон, почту. Количество сотрудников в секторе информации и связи достигает 276 тыс. человек (2022 год).

## История средств связи Израиля
После образования государства Израиль в 1948 году была сформирована израильская почтовая система, которая и до этого имела длительную историю. Было образовано Министерство почты, которое стало Министерством связи лишь в 1970 году. Первым израильским министром почты был назначен Мордехай Нурок. Почтовая система продолжала развиваться в 1950-х — 1970-х годах. Однако в 1970 году, с бурным развитием других средств связи, должность министра почты была переименована в министра связи, а 31 марта 2006 года Почтовое управление при Министерстве связи — Рашут ха-доар было преобразовано в государственную компанию Доар Исраэль — Почта Израиля.
В 1950 году был издан первый в истории телефонный справочник на иврите. К 1977 году лишь в половине израильских домов был стационарный телефон, а в очереди на установку надо было ждать около трёх лет. Изменения к лучшему начались лишь в 1984 году, когда была создана первая государственная израильская телекоммуникационная компания Безек, к 1990 году удовлетворившая спрос на стационарные телефоны.
До 80-х годов 20-го века единственная доступная мобильная связь осуществлялась с помощью рации Motorola и использовалась в сфере транспорта (такси, самолеты и корабли), различными органами безопасности и т. п.
История сотовой связи в Израиле началась в 1983 году с объявлением первого государственного тендера на создание и эксплуатацию сети сотовой связи. Победители — Motorola Israel, Tadiran и государственная компания Безек, основали компанию Пелефон (1986 год), получившую первую лицензию на предоставление услуг сотовой связи в Израиле. Изначально мобильные телефоны позиционировались как устройства для бизнеса, телефоны для богатых, но получилось, что они стали устройством для домохозяек. До 1994 года (появление, в результате государственного тендера Минкомсвязи, компании Селком) Пелефон был монополистом на израильском рынке услуг сотовой связи. Вовремя не перейдя с аналоговой технологии на цифровую, Пелефон (смена технологии лишь в 1998 году на CDMA) утратил лидерство, уступив его Селкому (цифровая технология TDMA), а потом и Partner (основан в 1999 году в результате государственного тендера, цифровая технология GSM, инновационный для Израиля метод ценообразования, основанный на «пакетах связи»). С 2008 года стал возможен переход с сохранением номера телефона из одной израильской телефонной компании в другую, что привело к отсутствию связи между префиксом номера и обслуживающей компанией. В 2011 году компания Голан Телеком (основана в 2010 году) выиграла тендер на эксплуатацию сети 3G в Израиле. В 2020 году компании Pelephone и Partner запустили сети 5G.
Интернет в Израиле появился в 1984 году. Уже к 2008 году 75 % населения Израиля имело доступ в Интернет и 90 % из них — широкополосный доступ, что было значительно больше чем в любой другой стране Ближнего Востока, а также обеспечивало Израилю второе место в мире по количеству компьютеров с выходом в Интернет на душу населения.

## Почтовая связь
Почтовая связь в Израиле, имеющая большую историю, осуществляется государственной компанией Доар Исраэль — Почта Израиля и курьерскими компаниями, крупнейшими из которых являются UPS, DHL, FedEx и TNT N.V.
В 2022 году был утверждён план приватизации компании Почта Израиля, в 2023 году приватизация была приостановлена.

## Телефонная связь
Международный телефонный код Израиля — 972. Израильские номера телефонов семизначные, Телефонный план нумерации Израиля предусматривает географические и другие коды. Телефонная связь в Израиле делится на стационарную и мобильную.

### Стационарная телефонная связь
Обычная телефонная сеть в Израиле полностью переведена на цифровой формат и предоставляет услуги переадресации вызовов, записи голосовой почты. Междугородная связь в Израиле осуществляется, в основном, по подземным оптоволоконным линиям совместно с сетью кабельного телевидения. Международная — по подводным оптоволоконным линиям либо по спутниковой связи. В 2020 году в стране насчитывалось 3,37 млн стационарных телефонов (36,57 % населения). Стационарная телефонная связь внутри Израиля осуществляется компаниями:
- Безек
- Хот
- 012 Smile Telecom[ивр.]
- Netvision[ивр.]

### Мобильная телефонная связь в Израиле
Мобильная телефонная связь в Израиле получила широкое распространение, в стране растёт число пользователей мобильных телефонов, так если в 2014 году было зарегистрировано 10 млн устройств, то к 2020 году их число выросло до 12,27 млн, что составляет 133,13 % от численности населения, значение выше 100 % означает, что на каждого жителя приходится больше, чем одно устройство. Специально для ультра-ортодоксальной общины предлагаются особые услуги кошерных (определяется раввином) телефонов, которые не позволяют получать или отправлять sms, подключаться к Интернету и не оснащены фото- и видеокамерами. Мобильная связь осуществляется компаниями:
- Пелефон
- Селком
- Partner
- HOT Mobile
- Голан Телеком
- Рами Леви Тикшорет[ивр.]
- YouPhone
- HomeCellular
- 012mobile

На территории Палестинской автономии мобильная связь осуществляется местной компанией Палтель, чьи телефонные номера также семизначные и начинаются с префикса 059.
В 2020 году компании Pelephone и Partner запустили сети 5G по всей стране.

## Интернет
В 2020 году в Израиле насчитывалось 8,31 млн пользователей интернета (90,13 % населения страны), из них 2,6 млн.(28,24 %) являлись пользователями широкополосного интернета. Рынок интернет-соединения в Израиле делится на две части: инфраструктурные провайдеры и интернет-провайдеры. Инфраструктурными являются Безек (по технологиям ISDN, ADSL, HDSL, Frame Relay, ATM, NGN) и Хот (по технологии DOCSIS 3,0), а также Селком и Partner (используют метод FTTH). Основными интернет-провайдерами являются Безек Бейнлеуми и около 35 других компаний и организаций:
- 013 Нетвижн
- 012 Smile Кавей Захав
- 014 Безек Бейнлеуми
- Интернет Римон
- HOTnet

Специальные интернет-провайдеры:
- Техила
- МАХБА

Распределение IP-адресов, обслуживание домена .il и многое другое осуществляется Израильской интернет-ассоциацией.